# Ruferova vila
Ruferova vila ve Vídni byla navržena významným architektem Adolfem Loosem pro rakouského muzikologa, publicistu, pedagoga a kritika Josefa Rufera a Marii Ruferovou. Jde o první příklad nového architektonického stylu Raumplanu.

## Konstrukce budovy
Budova má rozměry 10×10×12 m. Konstrukce je tvořena obvodovými nosnými zdmi. Centrální sloup uvnitř budovy ukrývá instalace, rozvody, uzemnění domu a také tvoří orientační bod uvnitř budovy. Důležitým prvkem, který se objevil v návrhu a realizaci domu, je pak proměnná úroveň podlaží jednotlivých místností.